# GMO TECH
GMO TECH株式会社（ジーエムオーテック、英: GMO TECH,Inc.）は、東京都渋谷区に本社を置く日本の企業。
GMOインターネットグループに属する。東京証券取引所グロース市場上場。

## 概要
インターネットにおける集客及びマーケティングを行っている。

## 沿革
- 2006年（平成18年）12月 - 株式会社イノベックスとして設立
- 2008年（平成20年）
  - 3月 - SEO対策「SEO AIRLINES」開始
  - 8月 - 事業拡大に伴い本社を渋谷区恵比寿に移転
- 2009年（平成21年）
  - 4月 - GMOインターネット株式会社と資本提携[2]
  - 5月 - GMO SEOテクノロジー株式会社へ社名変更。本社を渋谷区桜丘町に移転[3]
- 2011年（平成23年）
  - 4月 -「Google Map向け施策：MEO」開始
  - 6月 - アフィリエイト広告配信システム「SmaADアドネットワーク」開始
  - 12月 - GMO TECH株式会社へ社名変更[4]
- 2012年（平成24年）7月 - 三立製菓「チョコバット」のiPhone向けゲームアプリ「チョコバットスタジアム　～ホームラン王への道～」提供開始[5]
- 2013年（平成25年）7月 - 「GMO SmaAD」iPadセグメント配信開始[6]
- 2014年（平成26年）
  - 4月 -「GMO ソーシャルメディアサポート」開始[7]
  - 9月 - O2Oアプリを簡単に作れる「GMO AppCapsule」（現・GMO集客アップカプセル）を開始[8]
  - 12月 - 東京証券取引所マザーズ市場（現・東京証券取引所グロース市場）に上場[9]。
- 2016年（平成28年）
  - 2月 - WEB集客最適化ツール「GMO Audience Optimizer」開始[10]
  - 3月 - 視聴インセンティブ型動画広告配信機能「GMO SmaAD Video」開始
  - 5月 - 宮崎オフィス開設[11]
  - 6月 - インバウンドおよび越境EC向け広告マーケティングサービス「AsiAD byGMO」開始[12]
  - 7月 -
    - インフルエンサー・マーケティングサービス「BuzzCrowd byGMO」開始[13]
    - 広告動画作成CMS「VideoCraft byGMO」開始
- 2017年（平成29年）
  - 2月 - O2Oアプリ作成プラットフォーム「GMO集客アップカプセルPRO」開始
  - 5月 - 完全報酬型アフィリエイトサービス「GMO SmaAFFi」開始[14]
  - 6月 - アルバイト求人情報一括検索サービス「バイトDASH byGMO」開始（同年11月終了）
  - 10月 - 相鉄フレッサイン公式アプリ「FRESA CLUBアプリ」リリース
- 2018年（平成30年）
  - 1月 - ゲームアプリのプロモーションを支援する成果報酬型アプリ向けDSP「GMO SmaAD DSP」開始。
  - 2月 - 自社ブランドの電子マネー構築サービス『GMOアップカプセル電子マネー』開始
  - 4月 - 福岡支社開設[15]
- 2019年（平成31年/令和元年）
  - 3月 - データフィードの生成から加工・広告媒体とのフィード連携サービス『Feed Dash! byGMO』開始
  - 5月 - エンタメ系メディア「ワンチャン byGMO」開設
  - 8月 -「SEO Dash! byGMO」、「MEO Dash! byGMO」、「Feed Dash! byGMO」サービスサイト開設
  - 9月 -
    - インフルエンサーと企業をつなぐ、ビジネスマッチングプラットフォーム 「Chori-SO byGMO」開設。
    - アグリゲート型求人広告の効果データを自動で統合しレポート化するBIツール「GMO jobbi」開始

  - 10月 - イギリス発の世界最高水準のSEO内部分析ツール『Lumar（旧:DeepCrawl）』の国内独占販売開始[16]
- 2020年（令和2年）
  - 7月 - 不動産テック事業を展開する新会社「GMO ReTech株式会社」設立[17]
  - 12月 - 不動産管理会社向け『GMO賃貸DXオーナーアプリ』開始
- 2021年（令和3年）
  - 1月 - 
    - 不動産管理会社向け『GMO賃貸DX入居者アプリ』開始
    - MEO総合管理ツール『MEO Dashboard byGMO』開始

  - 3月 - GMO ReTech株式会社 金沢支社開設[18]
  - 12月 - 不動産管理会社向け『GMO賃貸DX業者さんアプリ for 原状回復』開始
- 2022年（令和4年）9月 - GMO ReTech株式会社がISMS（情報セキュリティマネジメントシステム）認証を本社及び金沢支社で取得
- 2023年（令和5年）
  - 5月 - 『MEO Dashboard』に生成型AIを活用した『クチコミAI返信アシスタント機能 β版 Powered by ChatGPT API』を提供開始[19]
  - 6月 - 様々なアプリの魅力や特徴を紹介する新たな情報メディア「Pickt byGMO」をリリース[20]
  - 8月 -
    - GMO ReTech株式会社 「プライバシーマーク（Pマーク）」を取得
    - 「GMO賃貸DX」において「AI翻訳機能」を提供開始[21]
- 2024年（令和6年）
  - 1月 - 『MEO Dashboard byGMO』が「ITreview Grid Award 2024 Winter」で最高位Leader賞をMEO部門11期連続受賞、SNS管理部門8期連続受賞
  - 2月 - 
    - 女性活躍推進企業として 「えるぼし認定」最高位の3つ星を取得[22]
    - 『MEO Dashboard byGMO』に 『AI運用アシスタント機能』を追加[23]

  - 3月 - 「Lumar」に、『スコアリング機能（IMPACT）』と『監視機能（MONITOR）』を追加[24]
  - 4月 - オンラインミーティングをAIで効率化する社内向けツール「AI議事録自動作成システム」を開発[25]
  - 7月 - 『MEO Dashboard byGMO』が「ITreview Grid Award 2024 Summer」MEO部門で最高位Leader賞を13期連続受賞[26]
  - 8月 - 「GMO賃貸DX」のカスタマーサポートにAI活用新機能を導入[27]
  - 10月 - SEOの分析時間を90%削減する自社AIツール『AI Keywords PRO』を開発[28]

- 2025年（令和7年）6月 - 同年10月をめどに、同業のデザインワン・ジャパンとの共同株式移転により、GMO TECHホールディングスを設立することを発表[29]。

## 役員構成
- 取締役会長 熊谷正寿
- 代表取締役社長CEO 鈴木明人
- 取締役 副社長 児林秀一
- 常務取締役 大澤 健人
- 取締役 CTO 沖殿 潤
- 取締役 安田昌史
- 取締役 監査等委員 三田村徹彦
- 取締役 監査等委員 森谷耕司
- 取締役 監査等委員 穴田 功
- 上席執行役員 鈴木 亮一
- 執行役員 石澤 和幸
- 執行役員CFO 本堂 宏樹
- 執行役員 樺島 佑介

## サービス一覧
祖業であるSEM事業を柱にインターネットにおける集客及びマーケティング事業を展開している。

### アプリ外課金事業
- GMOアプリ外課金

### SEM事業
- MEO Dash! byGMO - MEO
- MEO Dashboard byGMO - 店舗管理ツール
- SEO Dash! byGMO - SEO
- Lumar（旧：DeepCrawl） - テクニカルSEO分析ツール
- Feed Dash! byGMO - HR広告

### 成果報酬型広告・アプリ向け運用型広告
- GMO SmaAD